# Herbert Berg (Rennfahrer)

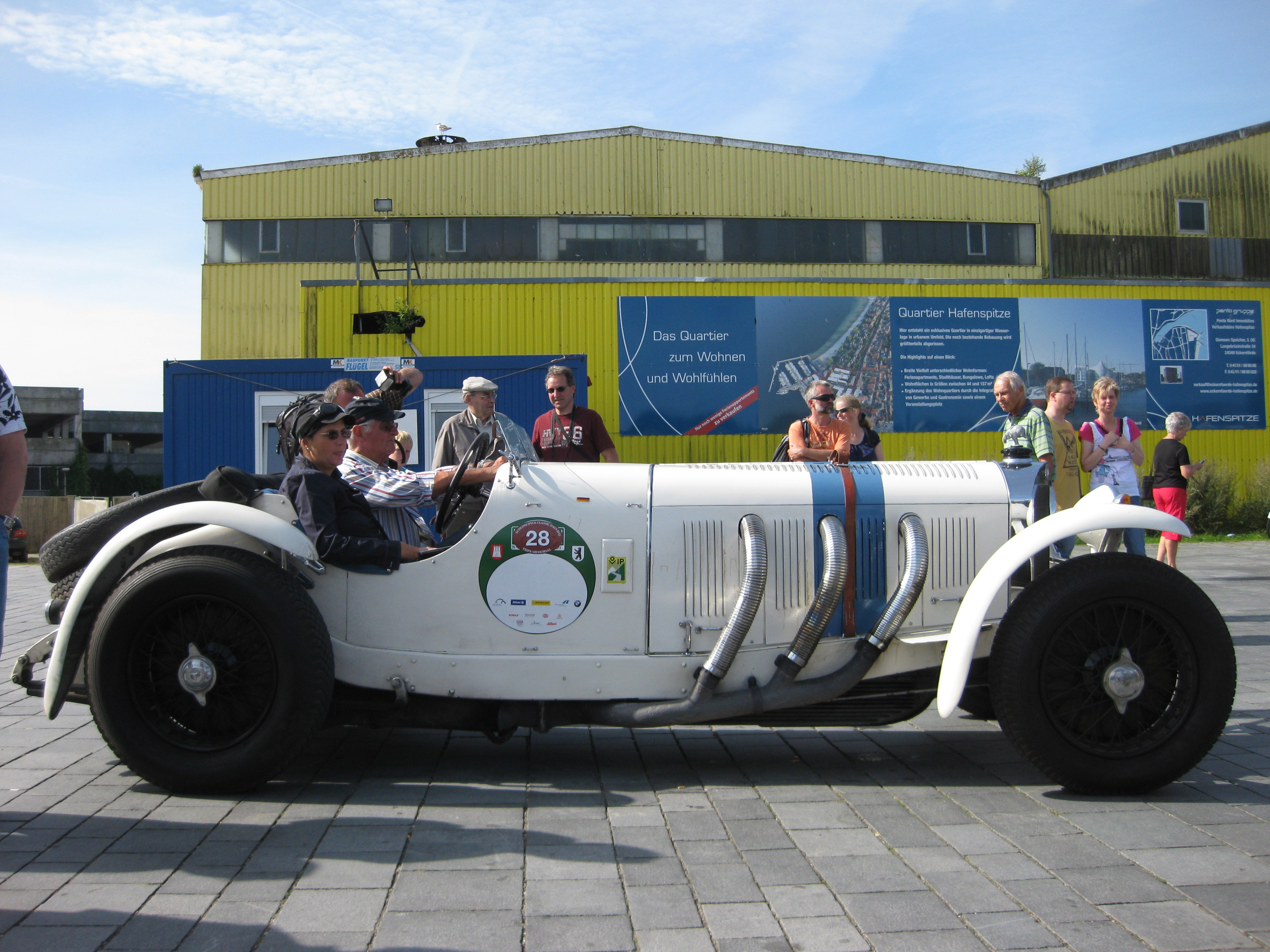
Mercedes-Benz SSK

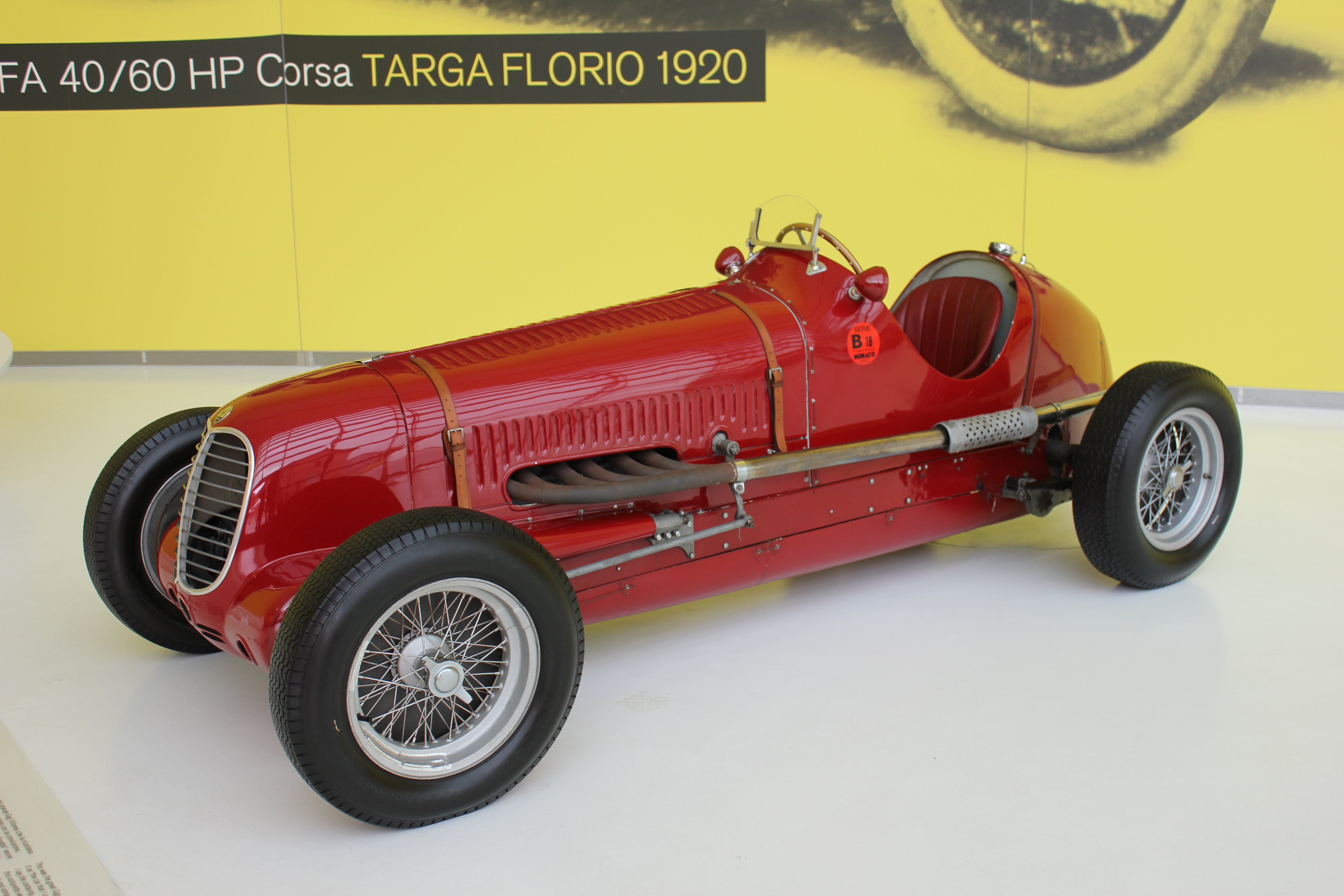
Maserati 6CM

Herbert Berg (* 9. Juli 1910 in Altena; † 20. Oktober 1938 in Düsseldorf) war ein deutscher Automobilrennfahrer.

## Karriere
Berg war einer der aktivsten deutschen Privatfahrer der späten 1930er-Jahre und galt als Spezialist für Bergrennen. Er startete auf Mercedes-Benz, Alfa Romeo, BMW und Maserati-Wagen, die in Eigenregie oder von der Süddeutschen Renngemeinschaft bzw. der Ecurie Helvetia eingesetzt wurden und trat sowohl in der Voiturette- als auch in der Grand-Prix-Kategorie an.
Herbert Berg gewann 1935 auf Mercedes-Benz SSK das Rennen der Sportwagen über 2000 cm³ Hubraum beim Feldbergrennen im Taunus. Im folgenden Jahr wiederholte er diesen Erfolg auf Alfa Romeo bei den Sportwagen mit Kompressor über 2000 cm³. Im selben Jahr gewann er auch ein Bergrennen auf die Hohensyburg bei Dortmund.
Am 5. August 1937 kaufte Berg einen Maserati 6CM. 1938 bestritt er seinen einzigen Grand Prix im Rahmen der von der AIACR ausgeschriebenen Grand-Prix-Europameisterschaft. Beim Großen Preis von Deutschland auf dem Nürburgring startete Berg auf Maserati 6CM der Ecurie Helvetia und schied bereits kurz nach dem Start wegen eines Defekts an der Kraftstoffpumpe aus. In diesem Jahr gelangen ihm umf dem 6CM bei den Voiturette-Rennen um die Großen Preise von Albi und La Baule die Ränge vier bzw. zwei. Anfang Oktober 1938 bestritt Berg auf der schnellen Brooklandsbahn in England sein letztes Rennen.
Herbert Berg starb am 20. Oktober 1938 in Düsseldorf im Alter von 28 Jahren an den Folgen eines Unfalls. Er war als Fußgänger auf einer Straße so unglücklich gestürzt, dass er mit dem Hinterkopf auf einen Bordstein aufgeschlagen war. Kurze Zeit nach der Einlieferung in ein Krankenhaus erlag er der schweren Gehirnerschütterung, die er sich dabei zugezogen hatte. Seine Beerdigung fand am 23. Oktober 1938 in Altena statt.

## Statistik

### Vorkriegs-Grands-Prix-Ergebnisse
| Saison | Team            | Wagen        | 1   | 2 | 3 | 4 | Punkte | Position |
| ------ | --------------- | ------------ | --- | - | - | - | ------ | -------- |
| 1938   | Ecurie Helvetia | Maserati 6CM |     |   |   |   | 31     | 31.      |
| 1938   | Ecurie Helvetia | Maserati 6CM | DNF |   |   |   | 31     | 31.      |

| Legende  | Legende                                                                   | Legende                                                                   | Legende   |
| Farbe    | Bedeutung                                                                 | Bedeutung                                                                 | EM-Punkte |
| -------- | ------------------------------------------------------------------------- | ------------------------------------------------------------------------- | --------- |
| Gold     | Sieg                                                                      | Sieg                                                                      | 1         |
| Silber   | 2. Platz                                                                  | 2. Platz                                                                  | 2         |
| Bronze   | 3. Platz                                                                  | 3. Platz                                                                  | 3         |
| Grün     | Klassifiziert, mehr als 75% der Renndistanz zurückgelegt                  | Klassifiziert, mehr als 75% der Renndistanz zurückgelegt                  | 4         |
| Blau     | nicht punkteberechtigt, zwischen 50% und 75% der Renndistanz zurückgelegt | nicht punkteberechtigt, zwischen 50% und 75% der Renndistanz zurückgelegt | 5         |
| Violett  | nicht punkteberechtigt, zwischen 25% und 50% der Renndistanz zurückgelegt | nicht punkteberechtigt, zwischen 25% und 50% der Renndistanz zurückgelegt | 6         |
| Rot      | nicht punkteberechtigt, weniger als 25% der Renndistanz zurückgelegt      | nicht punkteberechtigt, weniger als 25% der Renndistanz zurückgelegt      | 7         |
| Farbe    | Abkürzung                                                                 | Bedeutung                                                                 | EM-Punkte |
| Schwarz  | DSQ                                                                       | disqualifiziert (disqualified)                                            | 8         |
| Weiß     | DNS                                                                       | nicht gestartet (did not start)                                           | 8         |
| Weiß     | DNA                                                                       | nicht erschienen (did not arrive)                                         | 8         |
| sonstige | P/fett                                                                    | Pole-Position                                                             | 8         |
| sonstige | SR/kursiv                                                                 | Schnellste Rennrunde                                                      | 8         |
| sonstige | DNF                                                                       | Rennen nicht beendet (did not finish)                                     | 8         |